# Xã Smith, Quận Washington, Pennsylvania
Xã Smith (tiếng Anh: Smith Township) là một xã thuộc quận Washington, tiểu bang Pennsylvania, Hoa Kỳ. Năm 2010, dân số của xã này là 4.476 người.